# Портомаджоре
Портомаджоре (итал. Portomaggiore) — город в Италии, располагается в регионе Эмилия-Романья, подчиняется административному центру Феррара.
Население составляет 12 158 человек (на 2004 г.), плотность населения составляет 94 чел./км². Занимает площадь 126 км². Почтовый индекс — 44015. Телефонный код — 0532.
Покровителем населённого пункта считается San Carlo Borromeo.